# 日本の学校制度の変遷
日本の学校制度の変遷（にほんのがっこうせいどのへんせん）では明治・大正・昭和から平成期の現代の日本における学校制度の変遷をまとめる（以下、戦前の教育課程はほとんど「學校」と表記するのが正しいが漢字制限（当用漢字、常用漢字、教育漢字）により「学校」と書く）。
- 参考：学校系統図 - 文部科学省

## 明治・大正・昭和初期〜第二次世界大戦までの学制
師範学校令（1886年（明治19年））、実業学校令（1899年（明治32年））、中学校令：1899年（明治32年））、専門学校令（1903年（明治36年））、小学校令改正（1907年（明治40年））、高等学校令（1918年（大正7年））、大学令：1918年（大正7年）によって確立された学制が以下のものである。戦前の教育課程は、概ね以下の4段階からなる。現在の学制とは異なり分岐型教育の特色がかなり強い。

### 就学前教育機関
|   | 学校種 | 修業年限 | 修業年齢 | 進路先    |
| - | ------ | -------- | -------- | --------- |
| 1 | 幼稚園 | 1〜3年制 | 3歳〜    | 初等教育1 |

### 初等教育機関
|   | 学校種       | 修業年限          | 修業年齢 | 進路先                                     |
| - | ------------ | ----------------- | -------- | ------------------------------------------ |
| 1 | 小学校尋常科 | 6年制             | 6歳〜    | 中等教育1, 2, 3, 5, 6, 7, 8, 9 補習科2年制 |
| 1 | 小学校尋常科 | 3年制             | 6歳〜    | 初等教育2, 3                               |
| 2 | 東京聾唖学校 | 4年制             | 9歳〜    | なし                                       |
| 2 | 東京聾唖学校 | （新規入学）8年制 | 10歳〜   | なし                                       |
| 3 | 東京盲学校   | 5年制 6年制       | 10歳〜   | なし                                       |

### 中等教育機関
|    | 学校種                      | 修業年限    | 修業年限    | 修業年齢 | 進路先                              |
| -- | --------------------------- | ----------- | ----------- | -------- | ----------------------------------- |
| 1  | 小学校高等科                | 2年制       | 2年制       | 12歳〜   | 中等教育4 補習科2年制               |
| 1  | 小学校高等科                | 3年制       | 3年制       | 12歳〜   | 高等教育1 補習科2年制               |
| 1  | 小学校高等科                | 女子のみ    | 1年制 2年制 | 12歳〜   | 中等教育6                           |
| 2  | 実業学校予科                | 2年制       | 2年制       | 12歳〜   | 中等教育4                           |
| 3  | 実業学校乙種                | 3年制       | 3年制       | 12歳〜   | なし                                |
| 4  | 実業学校甲種                | 3年制       | 3年制       | 14歳〜   | 高等教育5, 中等教育10               |
| 5  | 実業補習学校                | 3年制       | 3年制       | 12歳〜   | なし                                |
| 6  | 高等女学校                  | 4年制 5年制 | 4年制 5年制 | 12歳〜   | 高等教育2, 3 補習科2年制→中等教育11 |
| 7  | 中学校（旧制）              | 5年制       | 5年制       | 12歳〜   | 高等教育3, 4, 5, 6, 7 補習科1年制   |
| 8  | 7年制高等学校（旧制）尋常科 | 4年制       | 4年制       | 12歳〜   | 高等教育6                           |
| 9  | 徒弟学校                    | 1〜4年制    | 1〜4年制    | 12歳〜   | なし                                |
| 10 | 実業学校甲種 研究科         | 年限不定    | 年限不定    | 17歳〜   | なし                                |
| 11 | 高等女学校 専攻科           | 年限不定    | 年限不定    | 18歳〜   | なし                                |

### 高等教育機関
改正高等学校令により1919年（大正8年）から高等学校入学資格が中学校第4学年修了となり、場合により中学校第5学年に在籍せず16歳以上から高等学校への入学が可能となった。
|    | 学校種                  | 修業年限          | 修業年齢   | 進路先                                  |
| -- | ----------------------- | ----------------- | ---------- | --------------------------------------- |
| 1  | 師範学校                | 4年制             | 15歳〜     | なし                                    |
| 2  | 女子高等師範学校        | 4年制             | 16歳〜     | 高等教育8                               |
| 3  | 師範学校二部            | 1〜2年制          | 16歳〜     | 高等教育9                               |
| 4  | 専門学校                | 3年制 医学科4年制 | 17歳〜     | 高等教育10                              |
| 5  | 大学予科                | 2年制             | 17歳〜     | 最高学府1, 2, 3, 4, 5, 6, 7             |
| 5  | 大学予科                | 3年制             | 16歳〜     | 最高学府1, 2, 3, 4, 5, 6, 7             |
| 6  | 高等学校高等科          | 3年制             | 16歳〜     | 最高学府1, 2, 3, 4, 5, 6, 7 専攻科1年制 |
| 7  | 高等師範学校            | 4年制             | 17歳〜     | 研究科1〜2年制                          |
| 8  | 女子高等師範学校 研究科 | 1〜2年制          | 20歳〜     | なし                                    |
| 9  | 師範学校二部 専攻科     | 1年制             | 18歳〜     | なし                                    |
| 10 | 専門学校 研究科         | 年限不定          | 20、21歳〜 | なし                                    |

### 最高学府
大学令（1918年）の公布以降、従来の帝国大学（官立（国立）の総合大学）のみならず、官立の単科大学、公立および私立の大学の設立も認められることとなり、多くの（旧制）専門学校が大学に昇格し、高等学校・専門学校・高等師範学校などと区別される「最高学府」とされた。ただし以下の表では官公立で、かつ1939年までに設立された機関に限定する（私立の単科・総合大学は含まれない）。
|   | 学校種     | 修業年限          | 修業年齢   | 設置場所                                                                                         | 進路先    |
| - | ---------- | ----------------- | ---------- | ------------------------------------------------------------------------------------------------ | --------- |
| 1 | 帝国大学   | 3年制 医学科4年制 | 19歳〜     | 東京、京都、北海道（札幌）、東北（仙台）、名古屋、大阪、九州（福岡）、台北（台湾）、京城（朝鮮） | 最高学府8 |
| 2 | 医科大学   | 4年制             | 19歳〜     | 千葉、岡山、金沢、長崎、新潟、熊本、名古屋、大阪【公立】、京都【公立】                           | なし      |
| 3 | 商科大学   | 3年制             | 19歳〜     | 東京、大阪【公立】                                                                               | なし      |
| 4 | 商業大学   | 3年制             | 19歳〜     | 神戸                                                                                             | なし      |
| 5 | 工科大学   | 3年制             | 19歳〜     | 旅順                                                                                             | なし      |
| 6 | 工業大学   | 3年制             | 19歳〜     | 東京、大阪                                                                                       | なし      |
| 7 | 文理科大学 | 3年制             | 19歳〜     | 東京、広島                                                                                       | なし      |
| 8 | 大学院     | 年限不定          | 22、23歳〜 | 東京、京都、東北（仙台）、九州（福岡）、北海道、京城、台北、大阪、名古屋                         | なし      |

### 青年学校
1935年、国民精神文化研究所の発足とほぼ同時に、青年学校令が施行され、実業補習学校（12才以上）と青年訓練所（16才以上）が統合して青年学校が創設。

## 第二次世界大戦末期の学制
青年学校令改正（1939年（昭和14年））、国民学校令（1941年（昭和16年））、中等学校令（1943年（昭和18年））によって以下の学制が成立した。中等学校令では中学校令、高等女学校令、実業学校令を廃止し高等学校は2年制、中等学校は4年制に年限短縮した。概ね以下4段階である。

### 就学前教育機関
|   | 学校種 | 修業年限 | 修業年齢 | 進路先    |
| - | ------ | -------- | -------- | --------- |
| 1 | 幼稚園 | 1〜3年制 | 3歳〜    | 初等教育1 |

### 初等教育機関
|   | 学校種            | 修業年限 | 修業年齢 | 進路先                   |
| - | ----------------- | -------- | -------- | ------------------------ |
| 1 | 国民学校初等科    | 6年制    | 6歳〜    | 中等教育1, 2, 3, 7, 8, 9 |
| 2 | 聾唖/盲学校初等部 | 6年制    | 6歳〜    | 中等教育10               |

### 中等教育機関
|    | 学校種                      | 修業年限           | 修業年限                | 修業年齢                  | 進路先                                |
| -- | --------------------------- | ------------------ | ----------------------- | ------------------------- | ------------------------------------- |
| 1  | 国民学校高等科              | 2年制              | 2年制                   | 12歳〜                    | 中等教育4, 5, 6 （女子のみ）中等教育7 |
| 2  | 実業学校                    | 4年制              | 4年制                   | 12歳〜                    | 中等教育11                            |
| 2  | 実業学校                    | 国民学校高等科から | 男子：3年制 女子：2年制 | 14歳〜                    | 中等教育11                            |
| 3  | 青年学校普通科              | 2年制              | 2年制                   | 12歳〜                    | 中等教育4                             |
| 4  | 青年学校                    | 男子               | 5年制                   | 14歳〜                    | 中等教育12                            |
| 4  | 青年学校                    | 女子               | 3年制                   | 14〜17歳                  | 中等教育12                            |
| 5  | 青年師範学校予科            | 2年制              | 2年制                   | 14歳〜                    | 高等教育1                             |
| 6  | 師範学校予科                | 2年制              | 2年制                   | 14歳〜                    | 高等教育2                             |
| 7  | 高等女学校                  | 4年制              | 4年制                   | 12歳〜                    | 高等教育2, 3 中等教育13, 14           |
| 8  | 中学校（旧制）              | 4年制              | 4年制                   | 12歳〜                    | 高等教育1, 2, 4, 5, 6, 7 実務科1年制  |
| 9  | 7年制高等学校（旧制）尋常科 | 4年制              | 4年制                   | 12歳〜                    | 高等教育7                             |
| 10 | 聾唖/盲学校中等部           | 4〜5年制           | 4〜5年制                | 12歳〜                    | 高等教育                              |
| 11 | 実業学校 専攻科             | 1〜2年制           | 1〜2年制                | 16歳〜                    | 高等教育                              |
| 12 | 青年学校 研究科             | 年限不定           | 年限不定                | 男子：19歳〜 女子：17歳〜 | 高等教育                              |
| 13 | 高等女学校 専攻科           | 2〜3年制           | 2〜3年制                | 16歳〜                    | 高等教育                              |
| 14 | 高等女学校 高等科           | 2年制              | 2年制                   | 16歳〜                    | 高等教育                              |

### 高等教育機関
|   | 学校種           | 修業年限          | 修業年齢 | 進路先                  |
| - | ---------------- | ----------------- | -------- | ----------------------- |
| 1 | 青年師範学校     | 3年制             | 16歳〜   | 研究科1年制             |
| 2 | 師範学校         | 3年制             | 16歳〜   | 研究科1年制             |
| 3 | 女子高等師範学校 | 4年制             | 16歳〜   | 研究科年限不定          |
| 4 | 高等師範学校     | 4年制             | 16歳〜   | 研究科年限不定          |
| 5 | 専門学校         | 3年制 医学科4年制 | 16歳〜   | 研究科年限不定          |
| 6 | 大学予科         | 2年制             | 16歳〜   | 大学1, 2, 3, 4, 5, 6, 7 |
| 7 | 高等学校高等科   | 2年制             | 16歳〜   | 大学1, 2, 3, 4, 5, 6, 7 |

### 最高学府
以下の表は1945年8月時点の官公立大学を記述し、私立大学は含まない。この後、敗戦を経た1947年には帝国大学が「国立総合大学」に改称されたが、この時点ではまだ旧制大学であった。また一方、戦時期に多数設立された医専・工専を中心とする官・公・私立の専門学校が戦後初期（1947年まで）に（旧制）大学への昇格を果たした。
|   | 学校種     | 修業年限          | 修業年齢   | 設置場所                                                                 | 進路先    |
| - | ---------- | ----------------- | ---------- | ------------------------------------------------------------------------ | --------- |
| 1 | 帝国大学   | 3年制 医学科4年制 | 18歳〜     | 東京、京都、東北（仙台）、九州（福岡）、北海道、京城、台北、大阪、名古屋 | 最高学府9 |
| 2 | 医科大学   | 4年制             | 18歳〜     | 【官立】千葉、岡山、金沢、長崎、新潟、熊本、【公立】京都                 |           |
| 3 | 商科大学   | 3年制             | 18歳〜     | 【官立】東京、【公立】大阪                                               | なし      |
| 4 | 商業大学   | 3年制             | 18歳〜     | 神戸                                                                     | なし      |
| 5 | 工科大学   | 3年制             | 18歳〜     | 旅順                                                                     | なし      |
| 6 | 工業大学   | 3年制             | 18歳〜     | 東京                                                                     | なし      |
| 7 | 文理科大学 | 3年制             | 18歳〜     | 東京、広島                                                               | なし      |
| 8 | その他     | 3年制             | 18歳〜     | 神宮皇學館                                                               | なし      |
| 9 | 大学院     | 年限不定          | 21、22歳〜 | 東京、京都、東北（仙台）、九州（福岡）、北海道、京城、台北、大阪、名古屋 | なし      |

## 学校教育法制定当初の学制
教育基本法（1947年（昭和22年））、学校教育法（1947年（昭和22年））、国立学校設置法（1949年（昭和24年））によって既存の高等教育機関および帝国大学を併合して各地に新制国立大学（現：国立大学法人）が作られた。中等教育機関は新制高等学校へと昇格した。小6・中3・高3・大4制がとられ義務教育の範囲が小学校と中学校にまで拡充され9年間となり、強力な単線型教育に改められた。
戦後の教育課程は、概ね以下の6段階からなる。修業年齢は基本的に日本の新年度初日の4月1日現在。

### 就学前教育機関
|   | 学校種                 | 修業年限 | 修業年齢 | 進路先    |
| - | ---------------------- | -------- | -------- | --------- |
| 1 | 幼稚園                 | 1〜3年制 | 3歳〜    | 初等教育1 |
| 2 | 盲/聾/養護学校の幼稚部 | 1〜3年制 | 3歳〜    | 初等教育2 |

### 初等教育機関
|   | 学校種                 | 修業年限 | 修業年齢 | 進路先        |
| - | ---------------------- | -------- | -------- | ------------- |
| 1 | 小学校                 | 6年制    | 6歳〜    | 前期中等教育1 |
| 2 | 盲/聾/養護学校の小学部 | 6年制    | 6歳〜    | 前期中等教育2 |

### 前期中等教育機関
|   | 学校種                 | 修業年限 | 修業年齢 | 進路先                      |
| - | ---------------------- | -------- | -------- | --------------------------- |
| 1 | 中学校                 | 3年制    | 12歳〜   | 後期中等教育1 入学資格不定1 |
| 2 | 盲/聾/養護学校の中学部 | 3年制    | 12歳〜   | 後期中等教育2               |

### 後期中等教育機関
|   | 学校種                 | 修業年限   | 修業年限 | 修業年齢 | 進路先                                    |
| - | ---------------------- | ---------- | -------- | -------- | ----------------------------------------- |
| 1 | 高等学校               | 通常制課程 | 3年制    | 15歳〜   | 高等教育1, 2 入学資格不定1 専攻科年限不定 |
| 1 | 高等学校               | 定時制課程 | 4年制    | 15歳〜   | 専攻科年限不定                            |
| 2 | 盲/聾/養護学校の高等部 | 3年制      | 3年制    | 15歳〜   | 高等教育1, 2                              |

### 高等教育機関
|   | 学校種   | 修業年限 | 修業年齢 | 進路先                    |
| - | -------- | -------- | -------- | ------------------------- |
| 1 | 大学     | 4、6年制 | 18歳〜   | 大学院1, 2 専攻科年限不定 |
| 2 | 短期大学 | 2〜3年制 | 18歳〜   | 高等教育1 専攻科年限不定  |

### 大学院
|   | 学校種           | 修業年限 | 修業年齢 | 進路先          |
| - | ---------------- | -------- | -------- | --------------- |
| 1 | 大学院の修士課程 | 2年制    | 22歳〜   | 大学院2【修士】 |
| 2 | 大学院の博士課程 | 3年制    | 24歳〜   | 【博士】        |

### 入学資格不定
入学資格は、各校が定める。
|   | 学校種   | 修業年限  | 修業年齢   | 進路先 |
| - | -------- | --------- | ---------- | ------ |
| 1 | 各種学校 | 3ヶ月以上 | 15、18歳〜 | なし   |

## 戦後〜昭和・平成期現在の学制
学校教育法が数度にわたって改正され徐々に複線型教育に近づいたという声もある。なお、進学先の記載については主に学校教育法の規定によった。文部科学省令や文部科学省告示などにより同年齢を対象とする学校には入学や編入学が認められている場合が多い。